# Emmanuel Eboué
Emmanuel Eboué (n. 4 iunie 1983) este un fotbalist ivorian retras din activitate. El a evoluat pentru echipe importante precum Arsenal sau Galatasaray, și la echipa națională de fotbal a Coastei de Fildeș, pe postul de fundaș.
Emmanuel Eboué a reprezentat Coasta de Fildeș la cinci ediții ale Cupei Africii pe Națiuni și la două Campionate Mondiale de Fotbal.

## Cariera

### ASEC Mimosas și KSK Beveren
Eboué este un absolvent al „Școlii de Fotbal Jean-Marc Guillou” din Abidjan, de la care a ajuns la ASEC Mimosas. S-a mutat împreună cu alți juniori ai aceleiași școli la K.S.K. Beveren în septembrie 2002.
Eboué a jucat la Beveren 3 sezoane, care avea o un parteneriat cu Arsenal legat de creșterea jucătorilor. În decembrie 2004, el și Marco Né au dat probe pe Highbury. După acestea, el a semnat un contract Arsenal la 1 ianuarie 2005, pe o perioadă de 4 ani pentru suma de 1,54 de milioane de lire sterline. Mutarea l-a adus aproape de compatriotul său Kolo Touré.

### Arsenal
Eboué și-a făcut debutul la puțin timp de la plecare de la Beveren, în Cupa Angliei împotriva lui Stoke City. Deși nu a fost un titular, jucând doar o partidă în sezonul de Premier League 2004-2005, Emmanuel a jucat pentru echipa a doua a lui Arsenal.
În sezonul 2005-2006, Eboué a început sezonul ca rezervă, deși marcase primul său gol pentru Arsenal în victoria din Cupa Ligii, 3-0, în fața lui Sunderland pe 25 octombrie 2005. Deși s-a dus la Cupa Africii pe Națiuni în ianuarie 2006, a devenit titular imediat după revenirea sa. Și-a făcut debutul ca titular în Premier League în meciul cu Liverpool, de pe Anfield, înlocuindu-l pe Lauren. Cu Lauren accidentat, Emmanuel a rămas titular la Arsenal pentru tot restul sezonului 2005-2006. 
Eboué a jucat de asemenea în Liga Campionilor împotriva lui Real Madrid, Juventus și Villareal. Impresionat de felul în care ivorianul s-a adaptat la jocul din Premier League și din Liga Campionilor, Arsène Wenger l-a comparat cu legendarul brazilian Garrincha după un joc foarte bun făcut de el pe 1 aprilie 2006 în fața lui Aston Villa. Eboué a continuat în postura de titular în finala Ligii Campionilor 2006 de pe Stade de France. A provocat lovitura liberă din care Arsenal a înscris primul gol al meciului pierdut de tunari cu 2-1 în fața Barcelonei. 
Eboué a început ca titular sezonul 2006-2007 și a primit premiul de „Jucătorul Lunii Septembrie” al lui Arsenal. Totuși, s-a accidentat într-un meci al naționalei și a petrecut toată luna octombrie în afara terenului. A revenit pe 5 noiembrie în meciul cu West Ham United, partidă pierdută de Arsenal cu 1-0. A înscris al doilea gol al lui Arsenal în meciul câștigat cu 3-1 în fața celor de la Hamburger SV pe 21 noiembrie 2006 în Liga Campionilor. În finala Cupei Ligii, după un atac dur la Wayne Bridge s-a implicat într-un meleu cauzat de John Obi Mikel și Kolo Toure și agravat de Lampard și Fabregas, fiind suspendat 3 meciuri. În mai 2007, Eboue a semnat un nou contract pe termen lung cu Arsenal.
La începutul sezonului 2007-2008, antrenorul tunarilor Arsene Wenger și-a exprimat dorința de a-l trece pe Eboue pe postul de extremă dreapta, după achiziționarea lui Bacary Sagna. La 20 septembrie 2008, Eboué a marcat primul său gol în Premier League într-un meci din deplasare cu Bolton Wanderers, câștigat de Arsenal cu scorul de 3–1.
La data de 16 august 2011, Eboué s-a transferat la clubul turc Galatasaray, semnând un contract în valoare de 3.5 milioane de euro care se extindea pe 4 ani.

## Statistica carierei
La 19 aprilie 2014.

### La națională
Eboué a fost convocat pentru prima dată la naționala Coastei de Fildeș în meciul împotriva Sudanului din septembrie 2004. La începutul anului 2006, a jucat în Cupa Africii pe Națiuni, unde ivorienii au pierdut finala cu Egiptul. Eboué a fost selecționat de Sven Goran Eriksson la lotul pentru Campionatul Mondial din Germania, ediția 2006. A jucat toate cele 270 de minute pentru echipa sa, primind laude din partea criticilor.

### Club
| Club            | Sezon         | Campionat | Campionat | Campionat | Cupă    | Cupă   | Cupă    | Europa  | Europa | Europa  | Total   | Total  | Total   |
| Club            | Sezon         | Meciuri   | Goluri    | Assists   | Meciuri | Goluri | Assists | Meciuri | Goluri | Assists | Meciuri | Goluri | Assists |
| --------------- | ------------- | --------- | --------- | --------- | ------- | ------ | ------- | ------- | ------ | ------- | ------- | ------ | ------- |
| Mimosas Abidjan | 2001–02       | 25        | 3         | –         | –       | –      | –       | –       | –      | –       | 25      | 3      | –       |
| Mimosas Abidjan | Total         | 25        | 3         | –         | –       | –      | –       | –       | –      | –       | 25      | 3      | –       |
| Beveren         | 2002–03       | 23        | 0         | –         | –       | –      | –       | –       | –      | –       | 23      | 0      | –       |
| Beveren         | 2003–04       | 30        | 2         | –         | –       | –      | –       | –       | –      | –       | 30      | 2      | –       |
| Beveren         | 2004–05       | 17        | 2         | –         | –       | –      | –       | 7       | 0      | –       | 24      | 2      | –       |
| Beveren         | Total         | 70        | 4         | –         | –       | –      | –       | 7       | 0      | 0       | 77      | 4      | –       |
| Arsenal         | 2004–05       | 1         | 0         | 0         | 3       | 0      | 0       | 0       | 0      | 0       | 4       | 0      | 0       |
| Arsenal         | 2005–06       | 18        | 0         | 2         | 3       | 1      | 1       | 11      | 0      | 1       | 32      | 1      | 4       |
| Arsenal         | 2006–07       | 24        | 0         | 5         | 5       | 0      | 0       | 6       | 1      | 1       | 35      | 1      | 6       |
| Arsenal         | 2007–08       | 23        | 0         | 2         | 3       | 0      | 0       | 10      | 0      | 1       | 36      | 0      | 3       |
| Arsenal         | 2008–09       | 28        | 3         | 4         | 5       | 1      | 0       | 11      | 0      | 1       | 44      | 4      | 5       |
| Arsenal         | 2009–10       | 25        | 1         | 4         | 1       | 0      | 0       | 10      | 2      | 1       | 36      | 3      | 5       |
| Arsenal         | 2010–11       | 13        | 1         | 0         | 8       | 0      | 1       | 6       | 0      | 1       | 27      | 1      | 2       |
| Arsenal         | Total         | 132       | 5         | 17        | 28      | 2      | 2       | 54      | 3      | 6       | 214     | 10     | 25      |
| Galatasaray     | 2011–12       | 31        | 3         | 3         | 2       | 0      | 0       | –       | –      | –       | 33      | 3      | 3       |
| Galatasaray     | 2012–13       | 28        | 0         | 5         | 1       | 0      | 0       | 10      | 1      | 0       | 39      | 1      | 5       |
| Galatasaray     | 2013–14       | 18        | 1         | 2         | 3       | 0      | 0       | 8       | 0      | 2       | 30      | 1      | 4       |
| Galatasaray     | Total         | 77        | 4         | 10        | 6       | 0      | 0       | 18      | 1      | 2       | 102     | 5      | 12      |
| Total carieră   | Total carieră | 298       | 16        | 25        | 34      | 2      | 2       | 79      | 2      | 8       | 411     | 22     | 35      |

### Internațional
| Echipa           | Sezon | Meciuri | Goluri |
| ---------------- | ----- | ------- | ------ |
| Coasta de Fildeș | 2004  | 5       | 0      |
| Coasta de Fildeș | 2005  | 4       | 0      |
| Coasta de Fildeș | 2006  | 12      | 0      |
| Coasta de Fildeș | 2007  | 4       | 0      |
| Coasta de Fildeș | 2008  | 16      | 0      |
| Coasta de Fildeș | 2009  | 10      | 1      |
| Coasta de Fildeș | 2010  | 14      | 1      |
| Coasta de Fildeș | 2011  | 6       | 0      |
| Coasta de Fildeș | 2012  | 7       | 1      |
| Coasta de Fildeș | 2013  | 5       | 0      |
| Total            | Total | 79      | 3      |

### Goluri internaționale
| #  | Data              | Stadion                                              | Oponent  | Scor | Rezultat | Competiția                                   |
| -- | ----------------- | ---------------------------------------------------- | -------- | ---- | -------- | -------------------------------------------- |
| 1. | 18 noiembrie 2009 | Veltins-Arena, Gelsenkirchen, Germania               | Germania | 1–1  | 2–2      | Meci amical                                  |
| 2. | 4 septembrie 2010 | Stade Félix Houphouët-Boigny, Abidjan, Côte d'Ivoire | Rwanda   | 3–0  | 3–0      | Preliminariile Cupei Africii pe Națiuni 2012 |
| 3. | 30 ianuarie 2012  | Nuevo Estadio de Malabo, Malabo, Guinea Ecuatorială  | Angola   | 1–0  | 2–0      | Cupa Africii pe Națiuni 2012                 |

## Palmares
Arsenal
- UEFA Champions League

Finalist: 2005–06
- Football League Cup

Finalist:  2006–07, 2010–11
Galatasaray
- Süper Lig (2): 2011–12, 2012–13
- Supercupa Turciei (2): 2012, 2013
- Cupa Turciei (1): 2013–14